# 関税政策
関税政策（かんぜいせいさく）は、関税制度に関する国の政策。関税の機能を通じ、対外経済政策と国内産業政策をあるべき方向に沿いつつ調整することである。

## 概要
関税政策の目的には様々なものがあげられてきているが、その中でも特に重要とされているは、国内産業の保護、財政収支の確保、経常収支の調整、更には舶来奢侈品の消費抑制などとされている。

## 日本
日本の貿易は戦後、連合国軍最高司令部（GHQ）の管理下に置かれ、民間貿易が再開されたのは1950年からであった。この新しい事態に対応するため、翌1951年に関税を大改正し、これまで従量税中心であった関税率体系を従価税中心のものとした。
1960年には貿易為替自由化促進計画を決定し、これに対応するため、翌1961年に再び関税を大幅に改正した。この改正では機械、金属、化学製品や農産物などの関税率が引き上げられた。